# Pod Zegarem
Pod Zegarem was een in Lublin gelegen martelcentrum van de nazi's tijdens de Tweede Wereldoorlog. 

## Geschiedenis

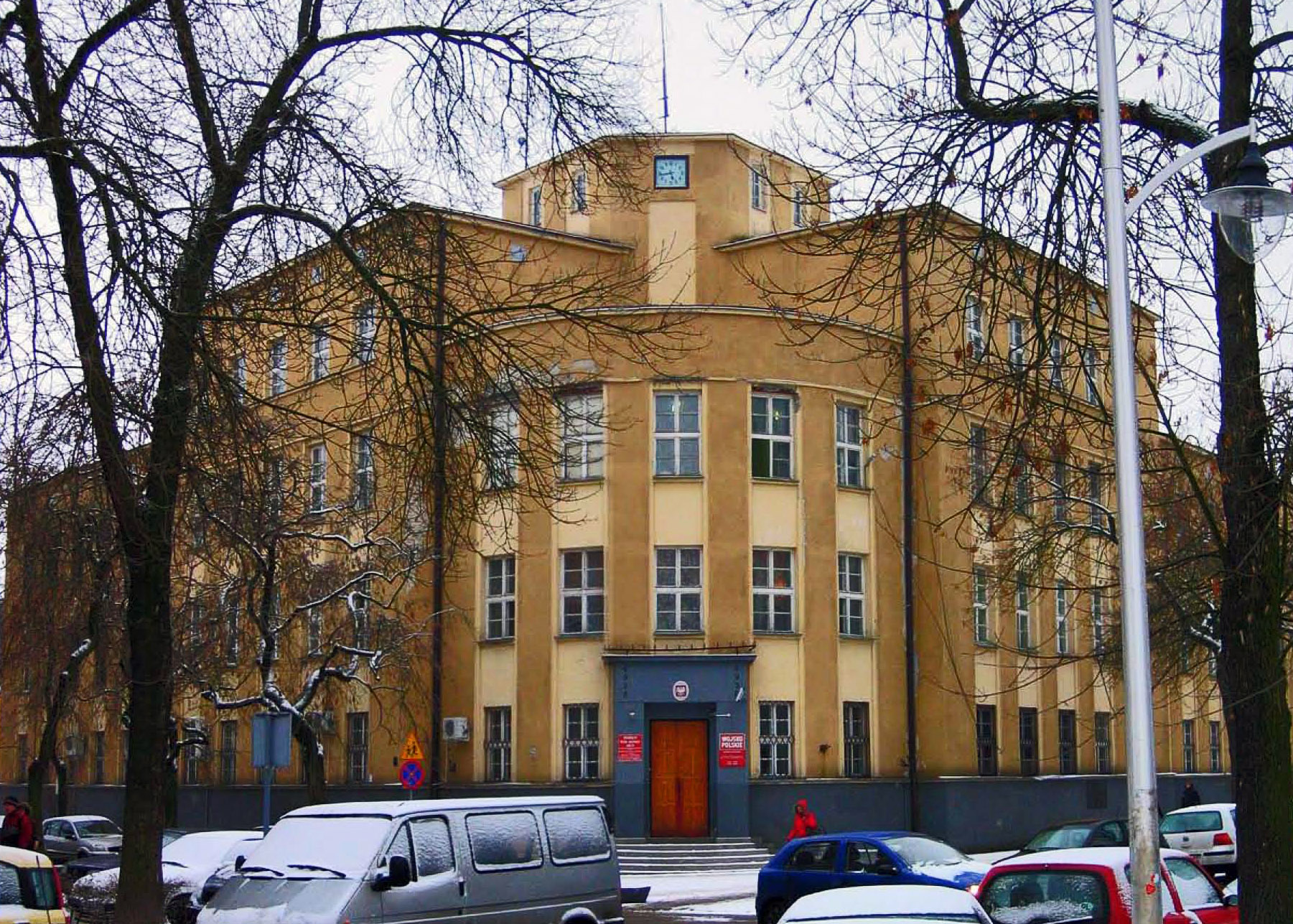
"Onder de Klok" - het museumgebouw

Tijdens Operatie Reinhard, de vernietiging van de Poolse Joden, werden alle Joden in de omgeving van Lublin ondergebracht in het getto van Lublin. De Joden werden al snel in groten getale gedeporteerd naar de nieuw opgezette vernietigingskampen, zoals Bełżec. Nabij de klokkentoren in het centrum was het martelcentrum gelegen. De Gestapo had in de kelder van dit gebouw cellen aangelegd, waarin gevangenen werden ondervraagd. Ook na de liquidatie van het getto in 1942 bleef het martelcentrum in gebruik. In 1944 werd het martelcentrum gesloten.
Tegenwoordig is in het gebouw het museum Muzeum Martyrologii Pod Zegarem gevestigd. 